# Hannu Manninen
Hannu Kalevi Manninen (ur. 17 kwietnia 1978 w Rovaniemi) – fiński narciarz, specjalista kombinacji norweskiej, trzykrotny medalista olimpijski, sześciokrotny medalista mistrzostw świata, pięciokrotny medalista mistrzostw świata juniorów, czterokrotny zdobywca Pucharu Świata oraz trzykrotny zdobywca Małej Kryształowej Kuli w sprincie.

## Kariera
Po raz pierwszy na arenie międzynarodowej Hannu Manninen pojawił się 5 grudnia 1993 roku, kiedy wystartował w zawodach Pucharu Świata B. Zajął wtedy drugie miejsce w konkursie rozgrywanym metodą Gundersena w Lillehammer. Dwa tygodnie później wygrał zawody w tej samej konkurencji w Vuokatti. Były to jego jedyne starty w sezonie 1993/1994 Pucharu Kontynentalnego i w klasyfikacji generalnej zajął 11. pozycję. Podczas mistrzostw świata juniorów w Breitenwang w 1994 roku wraz z kolegami z reprezentacji zdobył srebrny medal w drużynie. W lutym tego roku, w wieku zaledwie 15 lat, Manninen wystąpił na igrzyskach olimpijskich w Lillehammer, gdzie zajął 38. miejsce w Gundersenie. W marcu 1994 roku zadebiutował w zawodach Pucharu Świata, zajmując 4 marca 15. miejsce w Gundersenie w Vuokatti. Tym samym w swoim debiucie w Pucharze Świata od razu zdobył punkty. Był to jego jedyny start w sezonie 1993/1994 Pucharu Świata i w klasyfikacji generalnej zajął 60. pozycję.
W zawodach pucharowych sezonu 1994/1995 pojawił się tylko raz - 7 stycznia 1995 roku w niemieckim Schonach był piętnasty w Gundersenie. W klasyfikacji generalnej uplasował się tym razem na 40. miejscu. Na mistrzostwach świata juniorów w Gällivare zdobył złoty medal w zawodach indywidualnych. W marcu 1995 roku wziął ponadto udział w mistrzostwach świata w Thunder Bay, gdzie indywidualnie zajął 24. miejsce, a w drużynie był dziewiąty.
Przełom w karierze Hannu nastąpił w sezonie 1995/1996, który zakończył na ósmej pozycji. We wszystkich siedmiu startach w tym sezonie zdobywał punkty, a 23 lutego 1996 roku w Trondheim po raz pierwszy stanął na podium, zajmując trzecie miejsce w Gundersenie. Na podium stanął jeszcze dwa razy: 2 marca w Lahti był trzeci, a 8 marca w szwedzkim Falun odniósł swoje pierwsze zwycięstwo w Pucharze Świata. Na mistrzostwach świata juniorów w Asiago w 1996 roku zdobył indywidualnie srebrny medal, ulegając tylko Toddowi Lodwickowi ze Stanów Zjednoczonych. W sezonach 1996/1997 i 1997/1998 zajmował piąte miejsce w klasyfikacji generalnej. Na podium stawał siedmiokrotnie, odnosząc cztery zwycięstwa, po dwa w każdym sezonie. Pierwszy triumf odniósł 11 stycznia 1997 roku w austriackim Saalfelden am Steinernen Meer, a następnie wygrywał Gundersena w Lahti 8 marca 1997 roku oraz sprinty 11 i 29 grudnia 1997 roku odpowiednio w Steamboat Springs i Oberwiesenthal. W tym czasie zdobył pięć medali na trzech różnych imprezach. Na mistrzostwach świata w Trondheim w 1997 roku wspólnie z Jarim Mantilą, Tapio Nurmelą i Samppą Lajunenem wywalczył srebrny medal w drużynie, a indywidualnie był szósty. Rok później, na igrzyskach olimpijskich w Nagano Finowie w tym samym składzie co w Trondheim sięgnęli po srebrny medal olimpijski. Po skokach znajdowali się na prowadzeniu i na trasę biegu wyruszyli z przewagą 4 sekund nad Austriakami oraz ośmiu sekund nad Norwegami. W biegu to Norwegowie okazali się najlepsi, Finowie zdołali jednak obronić drugie miejsce. Na mecie do zwycięzców stracili jednak ponad minutę. W starcie indywidualnym szansę na medal stracił po skokach, w których zajął 20. miejsce i na starcie biegu tracił blisko trzy i pół minuty do lidera. Rywalizację ukończył na 11. pozycji. W 1998 roku zdobył także złote medale indywidualnie i drużynowo podczas mistrzostw świata juniorów w Sankt Moritz.
Bardzo dobra postawa w sezonie 1998/1999 pozwoliła mu na zajęcie drugiego miejsca w klasyfikacji generalnej. Najgorszym wynikiem Fina w tym cyklu było dwunaste miejsce w Štrbskim Plesie. W pozostałych startach plasował się w czołowej dziesiątce, jedenastokrotnie stawając na podium. Wygrał pięć zawodów: 21 grudnia w Rovaniemi metodą Gundersena, a 24 grudnia w Rovaniemi, 29 listopada w Lillehammer, 10 grudnia w Steamboat Springs oraz 29 grudnia 1998 roku w Oberwiesenthal był najlepszy w sprincie. Był ponadto cztery razy drugi i dwa razy trzeci, jednak mimo to w klasyfikacji wyraźnie wyprzedził go Norweg Bjarte Engen Vik. Na mistrzostwach świata w Ramsau w 1999 roku razem z Nurmelą, Mantilą i Lajunenem wywalczył złoty medal drużynowo. Indywidualnie wystartował tylko w sprincie, w którym przegrał walkę o brązowy medal z Kenjim Ogiwarą z Japonii i ostatecznie zajął czwarte miejsce. W trzech kolejnych sezonach osiągał słabsze wyniki, plasując się kolejno na dziewiątym miejscu w sezonie 1999/2000, jedenastym w sezonie 2000/2001 oraz ósmym w sezonie 2001/2002. W tym czasie siedmiokrotnie znalazł się na podium, przy czym dwa razy zwyciężył: 4 marca 2000 roku w Lahti i 16 marca 2002 roku w Oslo był najlepszy w sprincie. Na mistrzostwach świata w Lahti w 2001 roku indywidualnie był szósty w sprincie, a w Gundersenie zajął czwarte miejsce po tym jak w walce o trzecie miejsce lepszy okazał się Felix Gottwald z Austrii. Podczas igrzysk olimpijskich w Salt Lake City w 2002 roku Hannu wystąpił także biegach narciarskich, docierając do półfinału sprintu techniką dowolną, ostatecznie zajmując ósme miejsce. W kombinacji Finowie w swoim stałym składzie zdobyli drużynowe mistrzostwo olimpijskie. Był to pierwszy drużynowy złoty medal w kombinacji w historii startów Finów na igrzyskach. Indywidualnie Manninen przyzwoicie wypadł w sprincie, gdzie był siódmy, jednak w Gundersenie zajął tylko 14. pozycję. Spowodowane to było słabą postawą na skoczni, Fin po skokach zajmował odpowiednio 17. i 22. miejsce.
Pięć miejsc na podium, w tym zwycięstwa w sprincie 29 listopada w Ruce oraz 5 grudnia 2002 roku w Harrachovie dały mu czwartą pozycję w klasyfikacji sezonu 2002/2003. Zdecydowanie silniejszą konkurencją Manninena był bieg narciarski. Po starcie w biegach na Igrzyskach w Salt Lake City Fin postanowił spróbować swych sił w Pucharze Świata w biegach. Wystartował w sprintach techniką dowolną 19 grudnia 2002 roku w Linzu i 20 marca 2003 roku w Borlänge, zajmując odpowiednio ósme i trzynaste miejsce. Dało mu to 60. miejsce w klasyfikacji generalnej biegowego sezonu 2002/2003. Podczas mistrzostw świata w Val di Fiemme w 2003 roku Finowie w składzie: Hannu Manninen, Jouni Kaitainen, Jaakko Tallus i Samppa Lajunen zdobyli brązowy medal w zawodach drużynowych. Trzecie miejsce zajmowali już po skokach, tracąc około minuty do wyprzedzających ich Austriaków i Niemców. Straty do liderów nie odrobili, jednak obronili trzecią pozycję przed Norwegami. W startach indywidualnych zawodnik z Rovaniemi zaprezentował się słabo, w Gundersenie był jedenasty, a w sprincie zajął dopiero 27. miejsce.
Brak mistrzostw świata lub igrzysk w sezonie 2003/2004 pozwolił zawodnikom skupić się na rywalizacji pucharowej. Z walki tej zwycięsko wyszedł Manninen, który wygrał 7 z 19 zawodów, łącznie czternastokrotnie plasując się na podium. Wygrał kolejno start masowy 13 grudnia 2003 roku w Val di Fiemme, sprint i Gundersena w Seefeld w dniach 10 i 11 stycznia, start masowy i sprint w Sapporo w dniach 25 i 27 stycznia oraz sprinty w Oberstdorfie 15 lutego i 28 lutego 2004 roku w Oslo. Dzięki temu po raz pierwszy w karierze zdobył Kryształową Kulę w klasyfikacji generalnej, ponadto zdobywając także Małą Kryształową Kulę za zwycięstwo w klasyfikacji sprintu. Podwójne pucharowe trofeum Hannu zdobył także w sezonach 2004/2005 i 2005/2006, w których zdominował rywalizację. W pierwszym przypadku z 17 zawodów wygrał 10, łącznie szesnastokrotnie stając na podium. Rok później z 19 startów wygrał aż 12, a raz zajął drugie miejsce. Mistrzostwa świata w Oberstdorfie w 2005 roku były pierwszymi od 10 lat, na których nie zdobył medalu. W zawodach drużynowych po skokach Finowie znaleźli się na czwartej pozycji, za Norwegią, Austrią i USA. W biegu wyprzedzili Amerykanów, jednak jeszcze szybsi okazali się reprezentanci Niemiec, którzy zepchnęli Finów z podium. W startach indywidualnych Hannu musiał w biegu nadrabiać duże straty ze skoczni. W Gundersenie awansował z 30. pozycji na dziewiąte miejsce, a w sprincie z 26. pozycji na miejsce ósme. Rok później, na igrzyskach olimpijskich w Turynie wspólnie z Anttim Kuismą, Anssim Koivurantą i Jaakko Tallusem wywalczył brązowy medal. Po skokach drużyna fińska przegrywała z Niemcami, Austrią i Rosją, jednak dobra postawa w biegu umożliwiła Finom wyprzedzenie Rosjan i zdobycie medalu. Ostatecznie stracili tylko 11.5 sekundy do drugich na mecie Niemców. Podobnie jak w Oberstdorfie indywidualnie medalu na igrzyskach nie zdobył. W Gundersenie był dziewiąty, a w sprincie zajął 12. pozycję.
Zwyciężył także w klasyfikacji generalnej sezonu 2006/2007. Było to już jego czwarte zwycięstwo z rzędu, co do dzisiaj pozostaje rekordem. W klasyfikacji sprintu zajął tym razem siódme miejsce. Na podium stanął siedmiokrotnie, odnosząc dwa zwycięstwa: 30 grudnia 2006 roku w Ruhpolding triumfował w Gundersenie, a 3 lutego 2007 roku wygrał start masowy w Zakopanem. Na Mistrzostwach Świata w Sapporo w 2007 roku zdobył swój jedyny indywidualny medal na imprezie tego cyklu. Po konkursie skoków do sprintu zajmował dobre jak na niego dziewiąte miejsce i do biegu przystąpił ze stratą 49 sekund do prowadzącego Niemca Björna Kircheisena. Na trasie biegu Fin wyprzedził wszystkich rywali, wygrywając walkę o złoto na ostatnich metrach z Magnusem Moanem z Norwegii o 0.3 sekundy. Kircheisen na mecie był trzeci, tracąc do Manninena 29.5 sekundy. Złoty medal zdobył także w zawodach drużynowych razem z Koivurantą, Tallusem i Janne Ryynänenem. Finowie wygrali konkurs skoków i prowadzenia już nie oddali. W Gundersenie Hannu zajął w skokach 24. pozycję ze stratą blisko 3 i pół minuty do lidera. Okazało się to zbyt dużą różnicą, by stanąć na podium, jednakże Fin awansował w biegu na szóstą pozycję. Dobra passa skończyła się w sezonie 2007/2008. Tylko dwa razy stanął na podium, za każdym na drugim stopniu, kilkakrotnie nie kończył zawodów. W klasyfikacji generalnej zajął 14. miejsce, co było jego najsłabszym wynikiem od sezonu 1994/1995. W maju 2008 roku ogłosił zakończenie kariery.
Jednak we wrześniu 2009 roku Manninen postanowił wrócić do uprawiania sportu. Do rywalizacji w Pucharze Świata wrócił w sezonie 2009/2010 i już w swoim pierwszym starcie 28 listopada 2009 roku w Ruce zajął drugie miejsce w Gundersenie. Następnego dnia odniósł pierwsze po powrocie zwycięstwo, wygrał też 2 stycznia w Oberhofie oraz 6 marca 2010 roku w Lahti. Dzień wcześniej był drugi w Gundersenie. W klasyfikacji generalnej uplasował się na ósmej pozycji. Najważniejszym punktem tego sezonu były jednak igrzyska olimpijskie w Vancouver. Fin nie zdobył tam medalu, najbliżej podium był w zawodach metodą Gundersena na dużej skoczni, gdzie zajął czwarte miejsce. W walce o brązowy medal lepszy okazał się Bernhard Gruber z Austrii. Na normalnej skoczni zajął trzynaste miejsce. W konkursie drużynowym Finowie prowadzili po skokach i na trasę biegu ruszyli z przewagą 2 sekund nad Amerykanami i 36 sekund nad Austriakami. W biegu spisali się słabo, kończąc rywalizację na siódmym miejscu, ze stratą ponad dwóch minut do zwycięzców.
Pojawił się także w sześciu konkursach sezonu 2010/2011, jednak najlepszy wynik osiągnął 18 grudnia 2010 roku w Ramsau, gdzie zajął trzynaste miejsce w Gundersenie. Mistrzostwa świata w Oslo w 2011 roku były ostatnią duża imprezą w jego karierze. Wypadł tam jednak jeszcze słabiej niż w Vancouver, zajmując indywidualnie w Gundersenie 16. miejsce na dużej skoczni oraz 21. miejsce na normalnym obiekcie. W zawodach drużynowych Finowie ponownie zajęli siódme miejsce, tracąc do zwycięzców ponad 3 minuty. W czerwcu 2011 roku definitywnie zakończył przygodę ze sportem.
W przeciągu kariery Fin 90 razy stawał na podium indywidualnych konkursów Pucharu Świata, przy czym odniósł 48 zwycięstw. Jest dzięki temu rekordzistą wszech czasów pod względem wygranych zawodów oraz ilości miejsc na podium. Jest także wielokrotnym medalistą mistrzostw kraju. Złote medale w kombinacji zdobywał w latach 1995-2007, a w 2002 roku był także mistrzem Finlandii w biegach narciarskich po tym, jak wygrał sprint.
W marcu 2012 roku po raz kolejny media zaczęły spekulować na temat powrotu Manninena do sportu. W kwietniu wystartował w Mistrzostwach Finlandii w biegach narciarskich.
W kwietniu 2016 roku zajął czwarte miejsce na Mistrzostwach Finlandii w kombinacji norweskiej. Na arenę międzynarodową powrócił 7 stycznia 2017 roku. Fin wystąpił wówczas w zawodach  Pucharu Świata w Lahti, gdzie uplasował się na 18. pozycji. Następnie brał udział w zawodach Pucharu Świata w Chaux-Neuve, gdzie został sklasyfikowany na 36. i 35. pozycji. Podczas mistrzostw świata w Lahti w sztafecie wraz z Leevim Mutru, Eero Hirvonenem i Ilkką Herolą wywalczył piątą lokatę, a w Gundersenie na dużej skoczni był 24.
Dwuletni powrót do sportu zakończył na początku marca 2018 roku, ogłaszając zakończenie kariery po zawodach Pucharu Świata w Lahti. Tydzień później został uhonorowany medalem Holmenkollen.

## Poza sportem
Swoje pozasportowe życie związał z lotnictwem, jako że posiada licencję pilota. Mieszka wraz z żoną i dwojgiem dzieci w miejscowości Saarenkylä pod Rovaniemi. Jego starszy brat Kari także uprawiał kombinację norweską, a młodsza siostra - Pirjo Muranen reprezentowała Finlandię w biegach narciarskich. Zarówno w skokach jak i biegach używał nart firmy Fischer. Oprócz języka fińskiego Hannu zna także angielski i szwedzki.

## Osiągnięcia w kombinacji

### Igrzyska olimpijskie
| Miejsce | Dzień     | Rok  | Miejscowość    | Konkurencja           | Wynik zwycięzcy | Strata  | Zwycięzca           |
| ------- | --------- | ---- | -------------- | --------------------- | --------------- | ------- | ------------------- |
| 38.     | 19 lutego | 1994 | Lillehammer    | Gundersen K-90/15 km  | 39:07,9         | +9:34,0 | Fred Børre Lundberg |
| 11.     | 14 lutego | 1998 | Nagano         | Gundersen K-90/15 km  | 41:21,1         | +2:29,9 | Bjarte Engen Vik    |
| 2.      | 20 lutego | 1998 | Nagano         | Sztafeta K-90/4x5 km  | 54:11,5         | +1:18,9 | Norwegia            |
| 14.     | 9 lutego  | 2002 | Salt Lake City | Gundersen K-90/15 km  | 39:11,7         | +3:09,4 | Samppa Lajunen      |
| 1.      | 14 lutego | 2002 | Salt Lake City | Sztafeta K-90/4x5 km  | 48:42,2         | -       | -                   |
| 7.      | 21 lutego | 2002 | Salt Lake City | Sprint K-120/7,5 km   | 16:40,1         | +1:02,6 | Samppa Lajunen      |
| 9.      | 11 lutego | 2006 | Pragelato      | Gundersen HS106/15 km | 39:44,6         | +1:35,6 | Georg Hettich       |
| 3.      | 15 lutego | 2006 | Pragelato      | Sztafeta HS134/4x5 km | 49:52,6         | +26,8   | Austria             |
| 12.     | 21 lutego | 2006 | Pragelato      | Sprint HS134/7,5 km   | 18:29,0         | +52,0   | Felix Gottwald      |
| 13.     | 14 lutego | 2010 | Vancouver      | Gundersen HS106/10 km | 25:47,1         | +43,3   | Jason Lamy Chappuis |
| 7.      | 23 lutego | 2010 | Vancouver      | Sztafeta HS140/4x5 km | 49:31,6         | +2:21,5 | Austria             |
| 4.      | 25 lutego | 2010 | Vancouver      | Gundersen HS140/10 km | 25:32,9         | +33,1   | Bill Demong         |
| 23.     | 14 lutego | 2018 | Pjongczang     | Gundersen HS109/10 km | 24:51,4         | +2:38,4 | Eric Frenzel        |
| 6.      | 22 lutego | 2018 | Pjongczang     | Sztafeta HS140/4x5 km | 46:09,8         | +2:30,7 | Niemcy              |

### Mistrzostwa świata
| Miejsce | Dzień     | Rok  | Miejscowość   | Konkurencja           | Wynik zwycięzcy | Strata  | Zwycięzca           |
| ------- | --------- | ---- | ------------- | --------------------- | --------------- | ------- | ------------------- |
| 24.     | 22 lutego | 1995 | Thunder Bay   | Gundersen K-90/15 km  | 41:16,9         | ?       | Fred Børre Lundberg |
| 9.      | 10 marca  | 1995 | Thunder Bay   | Sztafeta K-90/4x5 km  | 56:20,2         | ?       | Japonia             |
| 6.      | 22 lutego | 1997 | Trondheim     | Gundersen K-90/15 km  | 43:43,1         | +1:49,4 | Kenji Ogiwara       |
| 2.      | 23 lutego | 1997 | Trondheim     | Sztafeta K-90/4x5 km  | 52:18,0         | +55,6   | Norwegia            |
| 1.      | 25 lutego | 1999 | Ramsau        | Sztafeta K-90/4x5 km  | 49:34,2         | -       | -                   |
| 4.      | 27 lutego | 1999 | Ramsau        | Sprint K-90/7,5 km    | 17:48,4         | +38,3   | Bjarte Engen Vik    |
| 4.      | 15 lutego | 2001 | Lahti         | Gundersen K-90/15 km  | 39:26,7         | +1:55,0 | Bjarte Engen Vik    |
| 3.      | 20 lutego | 2001 | Lahti         | Sztafeta K-90/4x5 km  | 48:54,1         | +19,4   | Norwegia            |
| 8.      | 24 lutego | 2001 | Lahti         | Sprint K-116/7,5 km   | 19:40,3         | +49,9   | Marko Baacke        |
| 11.     | 21 lutego | 2003 | Val di Fiemme | Gundersen K-95/15 km  | 37:54,2         | +2:29,5 | Ronny Ackermann     |
| 3.      | 24 lutego | 2003 | Val di Fiemme | Sztafeta K-95/4x5 km  | 47:23,9         | +15,5   | Norwegia            |
| 27.     | 28 lutego | 2003 | Val di Fiemme | Sprint K-120/7,5 km   | 18:47,8         | +1:54,9 | Johnny Spillane     |
| 9.      | 18 lutego | 2005 | Oberstdorf    | Gundersen HS100/15 km | 38:56,2         | +52,8   | Ronny Ackermann     |
| 4.      | 23 lutego | 2005 | Oberstdorf    | Sztafeta HS137/4x5 km | 49:45,5         | +1:09,5 | Norwegia            |
| 8.      | 27 lutego | 2005 | Oberstdorf    | Sprint HS137/7,5 km   | 20:15,6         | +1:11,6 | Ronny Ackermann     |
| 1.      | 23 lutego | 2007 | Sapporo       | Sprint HS134/7,5 km   | 17:40,2         | -       | -                   |
| 1.      | 25 lutego | 2007 | Sapporo       | Sztafeta HS134/4x5 km | 49:14,9         | -       | -                   |
| 6.      | 3 marca   | 2007 | Sapporo       | Gundersen HS100/15 km | 38:35,6         | +1:16,0 | Ronny Ackermann     |
| 21.     | 26 lutego | 2011 | Oslo          | Gundersen HS106/10 km | 25:19,2         | +1:44,6 | Eric Frenzel        |
| 7.      | 28 lutego | 2011 | Oslo          | Sztafeta HS106/4x5 km | 48:07,8         | +3:09,5 | Austria             |
| 16.     | 2 marca   | 2011 | Oslo          | Gundersen HS134/10 km | 25:31,6         | +1:36,9 | Jason Lamy Chappuis |
| 5.      | 26 lutego | 2017 | Lahti         | Sztafeta HS100/4x5 km | 47:57,3         | +1:17,7 | Niemcy              |
| 24.     | 1 marca   | 2017 | Lahti         | Gundersen HS130/10 km | 26:41,6         | +2:48,4 | Johannes Rydzek     |

### Mistrzostwa świata juniorów
| Miejsce | Dzień       | Rok  | Miejscowość  | Konkurencja          | Wynik zwycięzcy | Strata | Zwycięzca     |
| ------- | ----------- | ---- | ------------ | -------------------- | --------------- | ------ | ------------- |
| 5.      | 26 stycznia | 1994 | Breitenwang  | Gundersen K-90/15 km | ?               | ?      | Mario Stecher |
| 2.      | 27 stycznia | 1994 | Breitenwang  | Sztafeta K-90/3x5 km | ?               | ?      | Norwegia      |
| 1.      | 1 marca     | 1995 | Gällivare    | Gundersen K-90/15 km | ?               | -      | -             |
| 2.      | 29 stycznia | 1996 | Asiago       | Gundersen K-90/15 km | ?               | ?      | Todd Lodwick  |
| 7.      | 30 stycznia | 1996 | Asiago       | Sztafeta K-90/3x5 km | ?               | ?      | Norwegia      |
| 1.      | 22 stycznia | 1998 | Sankt Moritz | Gundersen K-95/10 km | ?               | -      | -             |
| 1.      | 23 stycznia | 1998 | Sankt Moritz | Sztafeta K-95/4x5 km | ?               | -      | -             |

### Puchar Świata

#### Miejsca w klasyfikacji generalnej
- sezon 1993/1994: 60.
- sezon 1994/1995: 40.
- sezon 1995/1996: 8.
- sezon 1996/1997: 5.
- sezon 1997/1998: 5.
- sezon 1998/1999: 2.
- sezon 1999/2000: 9.
- sezon 2000/2001: 11.
- sezon 2001/2002: 8.
- sezon 2002/2003: 4.
- sezon 2003/2004: 1.
- sezon 2004/2005: 1.
- sezon 2005/2006: 1.
- sezon 2006/2007: 1.
- sezon 2007/2008: 14.
- sezon 2008/2009: nie brał udziału
- sezon 2009/2010: 8.
- sezon 2010/2011: 39.
- sezon 2016/2017: 59.
- sezon 2017/2018: 55.

#### Miejsca na podium chronologicznie
| Nr  | Data              | Miejscowość                   | Konkurencja              | Wynik zwycięzcy | Pozycja | Strata   | Zwycięzca           |
| --- | ----------------- | ----------------------------- | ------------------------ | --------------- | ------- | -------- | ------------------- |
| 1.  | 23 lutego 1996    | Trondheim                     | Gundersen K120/15 km     | ?               | 2.      | +4,0     | Knut Tore Apeland   |
| 2.  | 2 marca 1996      | Lahti                         | Gundersen K120/15 km     | 42:06,2         | 3.      | +3:05,1  | Bjarte Engen Vik    |
| 3.  | 8 marca 1996      | Falun                         | Gundersen K120/15 km     | ?               | 1.      | -        | -                   |
| 4.  | 11 stycznia 1997  | Saalfelden am Steinernen Meer | Gundersen K90/15 km      | ?               | 1.      | -        | -                   |
| 5.  | 8 marca 1997      | Lahti                         | Gundersen K116/15 km     | ?               | 1.      | -        | -                   |
| 6.  | 14 marca 1997     | Oslo                          | Sprint K115/7,5 km       | ?               | 2.      | +9,9     | Bjarte Engen Vik    |
| 7.  | 28 listopada 1997 | Rovaniemi                     | Sprint K90/7,5 km        | ?               | 2.      | +11,5    | Samppa Lajunen      |
| 8.  | 29 listopada 1997 | Rovaniemi                     | Gundersen K90/15 km      | ?               | 3.      | +1:31,1  | Bjarte Engen Vik    |
| 9.  | 11 grudnia 1997   | Steamboat Springs             | Sprint K90/7,5 km        | ?               | 1.      | -        | -                   |
| 10. | 29 grudnia 1997   | Oberwiesenthal                | Sprint K90/7,5 km        | ?               | 1.      | -        | -                   |
| 11. | 21 listopada 1998 | Rovaniemi                     | Gundersen K90/15 km      | ?               | 1.      | -        | -                   |
| 12. | 24 listopada 1998 | Rovaniemi                     | Sprint K90/7,5 km        | ?               | 1.      | -        | -                   |
| 13. | 27 listopada 1998 | Lillehammer                   | Gundersen K120/15 km     | ?               | 3.      | +1:13,3  | Bjarte Engen Vik    |
| 14. | 29 listopada 1998 | Lillehammer                   | Sprint K120/7,5 km       | ?               | 1.      | -        | -                   |
| 15. | 10 grudnia 1998   | Steamboat Springs             | Sprint K114/7,5 km       | ?               | 1.      | -        | -                   |
| 16. | 12 grudnia 1998   | Steamboat Springs             | Gundersen K114/15 km     | ?               | 2.      | +15,4    | Bjarte Engen Vik    |
| 17. | 29 grudnia 1998   | Oberwiesenthal                | Sprint K90/7,5 km        | ?               | 1.      | -        | -                   |
| 18. | 16 stycznia 1999  | Liberec                       | Gundersen K120/15 km     | ?               | 2.      | +44,3    | Bjarte Engen Vik    |
| 19. | 24 stycznia 1999  | Sankt Moritz                  | Sprint K90/7,5 km        | ?               | 2.      | +5,9     | Bjarte Engen Vik    |
| 20. | 11 marca 1999     | Falun                         | Sprint K115/7,5 km       | ?               | 3.      | +11,0    | Ladislav Rygl       |
| 21. | 12 marca 1999     | Oslo                          | Gundersen K115/15 km     | ?               | 2.      | +12,5    | Bjarte Engen Vik    |
| 22. | 11 grudnia 1999   | Vuokatti                      | Sprint K90/7,5 km        | ?               | 3.      | +1:01,6  | Samppa Lajunen      |
| 23. | 5 lutego 2000     | Hakuba                        | Gundersen K120/15 km     | ?               | 2.      | +1:10,8  | Bjarte Engen Vik    |
| 24. | 4 marca 2000      | Lahti                         | Sprint K116/7,5 km       | ?               | 1.      | -        | -                   |
| 25. | 3 stycznia 2001   | Reit im Winkl                 | Start masowy K90/10 km   | 239,5 pkt       | 3.      | -2,3 pkt | Bjarte Engen Vik    |
| 26. | 10 marca 2001     | Oslo                          | Sprint K115/7,5 km       | ?               | 2.      | +28,6    | Felix Gottwald      |
| 27. | 25 listopada 2001 | Kuopio                        | Sprint K120/7,5 km       | 18:58,2         | 2.      | +9,3     | Ronny Ackermann     |
| 28. | 16 marca 2002     | Oslo                          | Sprint K115/7,5 km       | 18:38,8         | 1.      | -        | -                   |
| 29. | 29 listopada 2002 | Ruka                          | Sprint K120/7,5 km       | 22:21,5         | 1.      | -        | -                   |
| 30. | 14 grudnia 2002   | Harrachov                     | Gundersen K90/15 km      | 34:40,0         | 2.      | +15,3    | Samppa Lajunen      |
| 31. | 15 grudnia 2002   | Harrachov                     | Sprint K90/7,5 km        | 16:15,2         | 1.      | -        | -                   |
| 32. | 8 stycznia 2003   | Ramsau                        | Sprint K90/7,5 km        | 18:25,9         | 3.      | +18,9    | Samppa Lajunen      |
| 33. | 22 stycznia 2003  | Hakuba                        | Gundersen K120/7,5 km    | 20:35,2         | 2.      | +19,4    | Ronny Ackermann     |
| 34. | 29 listopada 2003 | Ruka                          | Gundersen K120/15 km     | 38:38,2         | 2.      | +1:00,3  | Ronny Ackermann     |
| 35. | 30 listopada 2003 | Ruka                          | Sprint K120/7,5 km       | 19:16,0         | 3.      | +34,3    | Ronny Ackermann     |
| 36. | 6 grudnia 2003    | Trondheim                     | Sprint K120/7,5 km       | 17:26,7         | 2.      | +19,6    | Ronny Ackermann     |
| 37. | 13 grudnia 2003   | Val di Fiemme                 | Start masowy K95/10 km   | 244,5 pkt       | 1.      | -        | -                   |
| 38. | 4 stycznia 2004   | Schonach                      | Gundersen K90/15 km      | 34:29,5         | 3.      | +10,9    | Todd Lodwick        |
| 39. | 10 stycznia 2004  | Seefeld                       | Sprint K90/7,5 km        | 17:47,5         | 1.      | -        | -                   |
| 40. | 11 stycznia 2004  | Seefeld                       | Gundersen K90/15 km      | 38:00,3         | 1.      | -        | -                   |
| 41. | 23 stycznia 2004  | Nayoro                        | Gundersen K90/15 km      | 39:14,8         | 3.      | +1,8     | Samppa Lajunen      |
| 42. | 25 stycznia 2004  | Sapporo                       | Start masowy K120/10 km  | 244,8 pkt       | 1.      | -        | -                   |
| 43. | 27 stycznia 2004  | Sapporo                       | Sprint K120/7,5 km       | 18:50,6         | 1.      | -        | -                   |
| 44. | 15 lutego 2004    | Oberstdorf                    | Sprint K120/7,5 km       | 18:14,6         | 1.      | -        | -                   |
| 45. | 22 lutego 2004    | Liberec                       | Gundersen K120/15 km     | 37:41,5         | 2.      | +10,0    | Ronny Ackermann     |
| 46. | 28 lutego 2004    | Oslo                          | Sprint K115/7,5 km       | 17:09,4         | 1.      | -        | -                   |
| 47. | 5 marca 2004      | Lahti                         | Sprint K116/7,5 km       | 18:21,8         | 3.      | +8,1     | Daito Takahashi     |
| 48. | 27 listopada 2004 | Ruka                          | Gundersen HS142/15 km    | 35:55,1         | 2.      | +29,7    | Ronny Ackermann     |
| 49. | 28 listopada 2004 | Ruka                          | Sprint HS142/7,5 km      | 19:49,1         | 1.      | -        | -                   |
| 50. | 4 grudnia 2004    | Trondheim                     | Gundersen HS131/15 km    | 34:47,4         | 2.      | +20,6    | Ronny Ackermann     |
| 51. | 30 grudnia 2004   | Oberhof                       | Gundersen HS140/15 km    | 41:25,3         | 1.      | -        | -                   |
| 52. | 2 stycznia 2005   | Ruhpolding                    | Gundersen HS131/15 km    | 20:13,3         | 3.      | +19,6    | Ronny Ackermann     |
| 53. | 6 stycznia 2005   | Schonach                      | Gundersen HS96/15 km     | 36:25,9         | 1.      | -        | -                   |
| 54. | 8 stycznia 2005   | Seefeld                       | Sprint HS100/7,5 km      | 19:57,8         | 1.      | -        | -                   |
| 55. | 8 stycznia 2005   | Seefeld                       | Gundersen HS100/15 km    | 35:33,0         | 1.      | -        | -                   |
| 56. | 23 stycznia 2005  | Liberec                       | Sprint HS134/7,5 km      | 21:22,2         | 1.      | -        | -                   |
| 57. | 29 stycznia 2005  | Sapporo                       | Start masowy HS134/10 km | 226,8 pkt       | 1.      | -        | -                   |
| 58. | 30 stycznia 2005  | Sapporo                       | Gundersen HS134/15 km    | 37:25,8         | 1.      | -        | -                   |
| 59. | 12 lutego 2005    | Pragelato                     | Sprint HS140/7,5 km      | 21:28,3         | 2.      | +6,2     | Felix Gottwald      |
| 60. | 4 marca 2005      | Lahti                         | Sprint HS130/7,5 km      | 19:06,2         | 1.      | -        | -                   |
| 61. | 5 marca 2005      | Lahti                         | Gundersen HS130/15 km    | 40:45,0         | 3.      | +23,4    | Björn Kircheisen    |
| 62. | 12 marca 2005     | Oslo                          | Gundersen HS128/15 km    | 36:29,6         | 2.      | +28,2    | Magnus Moan         |
| 63. | 13 marca 2005     | Oslo                          | Sprint HS128/7,5 km      | 18:04,3         | 1.      | -        | -                   |
| 64. | 25 listopada 2005 | Ruka                          | Gundersen HS142/15 km    | 37:19,8         | 1.      | -        | -                   |
| 65. | 3 grudnia 2005    | Lillehammer                   | Gundersen HS131/15 km    | 41:14,5         | 1.      | -        | -                   |
| 66. | 4 grudnia 2005    | Lillehammer                   | Sprint HS131/7,5 km      | 19:47,5         | 1.      | -        | -                   |
| 67. | 30 grudnia 2005   | Oberhof                       | Gundersen HS140/15 km    | 37:59,7         | 1.      | -        | -                   |
| 68. | 6 stycznia 2006   | Schonach                      | Gundersen HS96/15 km     | 35:18,1         | 1.      | -        | -                   |
| 69. | 14 stycznia 2006  | Val di Fiemme                 | Start masowy HS134/10 km | 243,0 pkt       | 1.      | -        | -                   |
| 70. | 15 stycznia 2006  | Val di Fiemme                 | Sprint HS134/7,5 km      | 19:59,9         | 1.      | -        | -                   |
| 71. | 21 stycznia 2006  | Harrachov                     | Sprint HS100/7,5 km      | 19:43,6         | 1.      | -        | -                   |
| 72. | 22 stycznia 2006  | Harrachov                     | Gundersen HS100/15 km    | 39:57,7         | 1.      | -        | -                   |
| 73. | 28 stycznia 2006  | Seefeld                       | Sprint HS100/7,5 km      | 19:47,1         | 1.      | -        | -                   |
| 74. | 29 stycznia 2006  | Seefeld                       | Gundersen HS100/15 km    | 37:40,3         | 1.      | -        | -                   |
| 75. | 18 marca 2006     | Sapporo                       | Start masowy HS134/10 km | 247,1 pkt       | 1.      | -        | -                   |
| 76. | 19 marca 2006     | Sapporo                       | Sprint HS134/7,5 km      | 19:15,0         | 2.      | +23,0    | Jason Lamy Chappuis |
| 77. | 25 listopada 2006 | Ruka                          | Gundersen HS142/15 km    | 40:01,0         | 2.      | +19,5    | Jason Lamy Chappuis |
| 78. | 2 grudnia 2006    | Lillehammer                   | Gundersen HS138/15 km    | 38:20,3         | 3.      | +0,5     | Magnus Moan         |
| 79. | 30 grudnia 2006   | Ruhpolding                    | Gundersen HS128/15 km    | 35:58,1         | 1.      | -        | -                   |
| 80. | 6 stycznia 2007   | Oberstdorf                    | Gundersen HS137/15 km    | 37:55,3         | 2.      | +4,6     | Felix Gottwald      |
| 81. | 3 lutego 2007     | Zakopane                      | Start masowy HS134/10 km | 239,4 pkt       | 1.      | -        | -                   |
| 82. | 4 lutego 2007     | Zakopane                      | Sprint HS134/7,5 km      | 20:14,3         | 2.      | +15,7    | Björn Kircheisen    |
| 83. | 9 marca 2007      | Lahti                         | Gundersen HS130/15 km    | 39:31,9         | 3.      | +15,6    | Bill Demong         |
| 84. | 1 grudnia 2007    | Ruka                          | Sprint HS142/7,5 km      | 19:05,8         | 2.      | +3,1     | Björn Kircheisen    |
| 85. | 6 stycznia 2008   | Schonach                      | Gundersen HS96/15 km     | 39:19,7         | 2.      | +11,7    | Petter Tande        |
| 86. | 28 listopada 2009 | Ruka                          | Gundersen HS142/10 km    | 27:05,0         | 2.      | +8,1     | Jason Lamy Chappuis |
| 87. | 29 listopada 2009 | Ruka                          | Gundersen HS142/10 km    | 25:33,7         | 1.      | -        | -                   |
| 88. | 2 stycznia 2010   | Oberhof                       | Gundersen HS140/10 km    | 27:38,6         | 1.      | -        | -                   |
| 89. | 5 marca 2010      | Lahti                         | Gundersen HS130/10 km    | 25:20,3         | 2.      | +2,3     | Magnus Moan         |
| 90. | 6 marca 2010      | Lahti                         | Gundersen HS130/10 km    | 25:08,6         | 1.      | -        | -                   |

### Puchar Kontynentalny

#### Miejsca w klasyfikacji generalnej
- sezon 1993/1994: 11.

#### Miejsca na podium chronologicznie
| Nr | Data            | Miejscowość | Konkurencja         | Wynik zwycięzcy | Pozycja | Strata | Zwycięzca     |
| -- | --------------- | ----------- | ------------------- | --------------- | ------- | ------ | ------------- |
| 1. | 5 grudnia 1993  | Lillehammer | Gundersen K90/15 km | ?               | 2.      | ?      | Todd Lodwick  |
| 2. | 19 grudnia 1993 | Vuokatti    | Gundersen K90/15 km | ?               | 1.      | -      | -             |
| 3. | 11 grudnia 1994 | Vuokatti    | Gundersen K90/15 km | ?               | 2.      | ?      | Halldor Skard |
| 4. | 18 grudnia 1994 | Vuokatti    | Gundersen K90/15 km | ?               | 3.      | ?      | Halldor Skard |

### Letnie Grand Prix

#### Miejsca w klasyfikacji generalnej
- 1999: 10.
- 2002: 32.
- 2004: 18.

#### Miejsca na podium chronologicznie
| Nr | Data             | Miejscowość | Konkurencja          | Wynik zwycięzcy | Pozycja | Strata | Zwycięzca       |
| -- | ---------------- | ----------- | -------------------- | --------------- | ------- | ------ | --------------- |
| 1. | 28 sierpnia 1999 | Klingenthal | Gundersen K120/15 km | ?               | 3.      | +0,6   | Ronny Ackermann |

## Osiągnięcia w biegach narciarskich

### Igrzyska olimpijskie
| Miejsce | Dzień     | Rok  | Miejscowość    | Konkurencja         | Czas biegu | Strata | Zwycięzca        |
| ------- | --------- | ---- | -------------- | ------------------- | ---------- | ------ | ---------------- |
| 8.      | 19 lutego | 2002 | Salt Lake City | Sprint st. dowolnym | -          | -      | Tor Arne Hetland |

### Puchar Świata

#### Miejsca w klasyfikacji generalnej
- sezon 1992/1993: -
- sezon 2002/2003: 31.
- sezon 2003/2004: -